# Visby AIK
Visby AIK, bildad 1929, är en idrottsklubb i Visby på Gotland. Klubben utövar fotboll, baseball och cheerleading. Historiskt har klubben även haft lag i basketboll och ishockey.
Klubben har sin hemmaplan i Traume. Ur klubben bildades även Visby Ladies Basket Club.
Säsongen 1986 är Visby AIK:s hittills bästa i fotboll. Det året blev klubben 10:a i division III Norra Svealand. (1986 var division III fortfarande den tredje nivån i seriepyramiden.)